# Johan Stenflycht
Johan Stenflycht, ursprungligen Segersten, född 6 april 1681 på Säby rusthåll, Hovs socken, Östergötland, död den 21 juni 1758 på Nöbbele, Vederslövs socken, Småland, var en svensk militär.
Segersten bestämdes av fadern, som var underofficer vid Östgöta kavalleri, för den civila banan, men efter dennes död 1701 begav han sig till armén i Kurland och antogs där till trossdräng vid Östgöta kavalleri. Han deltog i kriget i Polen och avancerade till regementsadjutant. Då armén låg i Sachsen, överföll och sårade Segersten en officer, rymde och tog sig namnet Stenflycht. Han var 1707–1710 i furst Rákóczys tjänst i kampen mot de kejserliga i Ungern. Med 120 ryttare ämnade han sig 1710 genom Polen till kung Karl i Bender, men överfölls av Sieniawski och nödgades avskeda sin trupp. Han samlade dock snart i Polen en handfull folk, nedgjorde 
spridda ryska och sachsiska trupper samt uppsnappade och förstörde foror. På hösten 1711 kom han till Pommern, värvade till en början 50, slutligen 150 dragoner och svärmade 1711–1712 om med fienden vid Stralsund. Samma dag slaget vid Gadebusch (1712) stått, förordnades han för sin bravur av Stenbock till överstelöjtnant, blev med denne fången vid Tönning (1713), fick passeport och tog under Karl XII:s ögon del i striderna vid Stralsund 1715, utnämndes samma år till överste vid Dnjesterska dragonerna och adlades 1716. På kungens befallning hade han trätt i brevväxling med de polacker, som 1715 bildade en konfederation och upptog striden mot kung August. Vid Stralsunds kapitulation (i december 1715) blev Stenflycht sachsarnas fånge och fick vistas i Mecklenburg, men begav sig 1716 under en skenfager förevändning in i Polen, lät ta sig an de konfedererade, samlade adeln i Storpolen till lantdag i Szrim, eldade dess mod, tillbakaslog ett sachsiskt överrumplingsförsök och tog med stormande hand det befästa Posen samt fick Thorn i sina händer. Sachsiske fältmarskalken Flemming satte ett pris av 50 000 riksdaler specie på Stenflychts huvud. Med 3 600 man och 24 kanoner drog denne in i polska Preussen, där 6 000 man polsk-litauiska trupper stötte till. Mot Stenflychts varningar inlät man sig vid Kowalewo med sachsiske generalen Bose i en batalj, som slutade med polackernas nederlag. Sedan stillestånd slutits mellan Sachsen och republiken, lämnade Stenflycht Polen, uppsökte 1717 kung Karl i Lund och var sedan som oftast hans sällskap på resor och i fält. Kungen uppdrog åt honom att ge den unge hertig Karl Fredrik av Holstein handledning i militärsaker. I Norge förde Stenflycht 1718 befäl över 900 ryttare och dragoner. När prins Fredrik av Hessen efter Karl XII:s död lät utdela krigskassan bland generaler och överstar, föll ingenting på Stenflychts lott. 
Han tog 1719 avsked och gick 1720 i holsteinsk tjänst, där han blev generalmajor, samt vistades hos hertig Karl Fredrik en tid i Ryssland och sedermera i Holstein. Då han 1730 i enskilda affärer besökte Stockholm, blev han arresterad och av Svea hovrätt summario processu i januari 1731 dömd till landsförvisning, på grund av att han 1721 i brev från Sankt Petersburg till åtskilliga personer sökt verka för hertigens av Holstein succession. I polska tronföljdskriget deltog han på Stanislaus sida. Han utmärkte sig vid Danzigs försvar mot ryssarna 1734, särskilt vid stormningen den 9–10 maj, och var Stanislaus följaktig, när denne den 27 juni hemligen smög sig ur staden och begav sig till Königsberg. Stenflycht skyndade till södra Polen och understödde den för kungens sak bildade generalkonfederationen i Dzikow, nära Sandomierz (november 1734), och efter dess sprängning förde han i det av honom insurgerade Podlachien 1735 ett förbittrat gerillakrig mot övermakten – de sista vapenskiftena i oolska tronföljdskriget. Stenflycht, som en tid vistades hos Stanislaus i Lothringen, blev fransk generallöjtnant och valdes 1738 till överkommendant i Hamburg. Han hade 1731 och 1738 hos riksdagen sökt ändring i hovrättens dom. Efter hattpartiets seger upphävdes denna genom kunglig resolution den 31 januari 1739 "i anseende till Stenflychts sedermera visade goda och berömliga uppförande". Hans önskan om ett befäl i det 1741 utbrutna kriget mot Ryssland kunde general en chef Charles Emil Lewenhaupt inte tillstyrka av hänsyn till den jalusi, som detta skulle väcka "hos herrar generalmajorer och den öfriga armén". Men sedan Lewenhaupt på sommaren 1742 hemkallats, hörde regeringen sig för hos Stenflycht, om han ville överta befälet efter denne. Stenflycht var emellertid inte hågad att obetingat på in därpå. Han återvände emellertid samma år till hemlandet. Vid riksdagen 1742–1743 arbetade han, då ledamot av riddarhuset, först för hertig Peters av Holstein, sedermera för Frankrikes kandidat prinsens av Birkenfeld val till tronföljare och höll för sistnämnda ändamål med franska pengar öppen taffel för 30 riksdagsmän, men tycks med tiden ha blivit förtrogen med den, som till slut valdes, Adolf Fredrik, och ha gynnat hans planer på utvidgad kungamakt (1751). Stenflycht hade under sitt äventyrsrika liv förvärvat sig ett inte föraktligt mått av bildning; han behärskade bland annat latin, tyska, franska och polska.